# منشأ خانواده، مالکیت خصوصی و دولت
منشأ خانواده، مالکیت خصوصی و دولت (به آلمانی: Der Ursprung der Familie, des Privateigenthums und des Staates) رساله‌‌ای است از فریدریش انگلس به سال ۱۸۸۴.
انگلس در این کتاب، ماتریالیسم تاریخی را برای بررسی شکل‌گیری و تحولات خانواده و پدید آمدن دولت به‌کار می‌گیرد. کتاب تا قسمتی برپایهٔ یادداشت‌ های کارل مارکس بر کتاب جامعهٔ باستان اثر لویس مورگان نوشته شده‌است.

## فصل‌های کتاب
فصل اول کتاب به «دوران‌های ماقبل تاریخی فرهنگ» می‌پردازد و دوره‌های «توحش» و «بربریت» را بررسی می‌کند.
فصل دوم کتاب به «خانواده» پرداخته و از بخش‌های «خانوادهٔ همخون، «خانوادهٔ پونالوائی»، «خانوادهٔ یارگیر»، «خانوادهٔ تک‌همسر» تشکیل می‌شود.
فصل‌های سوم تا نهم کتاب به «تیرهٔ ایروکوئی، تیرهٔ یونانی، پیدایش دولت آتن، تیره و دولت در روم، تیره در میان سلتی‌ها و ژرمن‌ها، تشکیل دولت میان ژرمن‌ها، بربریت و تمدن» اختصاص دارند.
پیوست کتاب شامل «یک مورد تازه‌کشف‌شده از ازدواج گروهی» است.

## ترجمهٔ فارسی
ترجمهٔ فارسی این کتاب در ایران ابتدا به‌صورت خلاصهٔ کتاب توسط تقی ارانی در دههٔ ۱۳۱۰ خورشیدی و بعدها به‌طور کامل توسط دکتر خسرو پارسا انجام گرفته‌است. نکتهٔ جالب آن است که مدت‌ها نام مترجم آن به اشتباه مسعود احمدزاده ذکر شده بود. چون این کتاب مدت‌ها به‌صورت «کتاب جلد سفید» کپی می‌شد، صفحهٔ اول نسخهٔ اصلی، که نام مترجم را داشت، گم شده بود و صفحهٔ دوم که مترجم، کتاب را به مسعود احمدزاده تقدیم کرده بود، ناشران را به این اشتباه انداخته بود.